# Desaparición de Lars Mittank
Lars Joachim Mittank (Berlín, 9 de febrero de 1986) es un hombre alemán que desapareció el 8 de julio de 2014 cerca del Aeropuerto de Varna, en Bulgaria. A día de hoy, no hay información ni rastro de su paradero. 
Mittank estaba de vacaciones en el resort Golden Sands, donde supuestamente se vio involucrado en una pelea, y no pudo volar a casa con sus amigos por motivos de salud. Se documentó que Mittank se comportaba de forma extraña mientras estaba solo en Bulgaria. Llamó a su madre a casa alegando que intentaban matarlo. El día en que debía volar a casa, Mittank fue al Aeropuerto de Varna para pasar una revisión médica. Posteriormente, se le vio en las imágenes de seguridad del mismo saliendo corriendo hacia un bosque cercano.

## Biografía
Lars Mittank tenía 28 años cuando desapareció. Nacido el 6 de febrero de 1986 en Berlín, creció y vivió en Itzehoe, en el land de Schleswig-Holstein. Descrito como un chico de apariencia normal y cercano a sus padres, era hijo único y tenía un vínculo especial con su madre, Sandra Mittank, a quien ayudaba especialmente en el cuidado de su padre, quien había sufrido un derrame cerebral dos años antes. No consumía drogas, le gustaba el fútbol, era hogareño y no tenía antecedentes de enfermedad mental.

## Vacaciones en Golden Sands

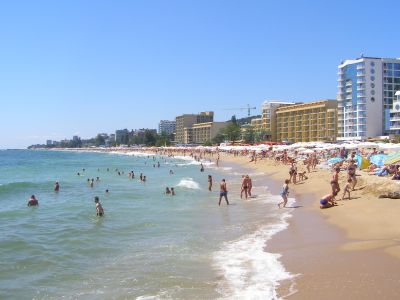
Vista de la playa y el complejo hotelero de Golden Sands, en la costa de Varna.

En 2014, Lars planeó con sus amigos un viaje al complejo turístico Golden Sands, ubicado en Varna (Bulgaria). Juntos viajaron el 30 de junio a la Riviera Búlgara, en la costa del Mar Negro, donde se alojaron en el resort. Uno de sus amigos, Paul Rohmann, diría posteriormente que «la semana se pasó muy rápido». Hacían vida cotidiana de vacaciones y salían de noche por la zona. «Me di cuenta de que Lars no comía mucho. Tomaba un plato de sopa o un plato pequeño de ensalada, y eso era todo», comentaría también Tim Schuldt, otro de sus compañeros de viaje.

## Desencadenante
La noche del sábado 5 de julio, casi al final de sus vacaciones, Lars, Tim y Paul fueron a un bar de playa llamado Rock Bar para ver el partido de fútbol de cuartos de final de la Copa Mundial de Fútbol de 2014 entre Países Bajos y Costa Rica. Lars, hincha del Werder Bremen, discutió con unos seguidores del Bayern de Múnich. Antes de que Tim y Paul intervinieran, Lars reculó y la discusión se calmó, viéndose el episodio como un altercado que no llegó a más.
De vuelta al hotel, los tres amigos se detuvieron en un McDonald's. Lars dijo que no tenía hambre y les esperaría fuera. Cuando abandonaron el establecimiento, Lars no estaba en los alrededores. Los dos amigos decidieron regresar al resort sin él, asumiendo que este había decidido irse antes sin esperarlos.
A la mañana siguiente, se comprobó que Mittank había regresado; y fue ahí cuando contó a sus amigos que un grupo de cuatro hombres, que identificó como búlgaros o rusos, habían sido contratados por las personas con las que discutió en el bar para darle una paliza. Expresó que uno de los hombres le había propinado un puñetazo en la mandíbula que le había dañado el oído. «Me enteré a la mañana siguiente», declararía más tarde su amigo Paul. «Me sorprendió. Era un tipo pacífico».

## Incidencia hospitalaria
El día de su partida, lunes 7 de julio, Lars estaba preocupado por volar debido a su lesión en el oído. Paul le sugirió ir a ver a un médico local, ya que contaban con un seguro de viaje. Lars estuvo de acuerdo y ambos visitaron a un médico, que le diagnosticó una rotura del tímpano y le aconsejó que no volara; no obstante, en aras de un examen exhaustivo se le derivó a un especialista.
Fue entonces cuando le comunicó a sus amigos que no les acompañaría en el vuelo de regreso a Hamburgo. Estos le ofrecieron acompañarle por un medio alternativo, como autobús, pero Lars les dijo que no se preocuparan, ya que podría tomar otro vuelo de regreso más tarde, después de su cita médica. En ese momento, Tim y Paul se marcharon en taxi hacia el aeropuerto y Lars hizo lo mismo en dirección al hospital.
En el hospital de Varna le visitó un especialista, el doctor Boris Najdenow, quien confirmó el diagnóstico y sugirió una cirugía para reparar la membrana rota. Lars prefirió operarse en Alemania y dijo que no quería quedarse en el hospital para ser operado. Para evitar una posible infección, se le recetó un antibiótico de amplio espectro llamado Cefuroxime 500 como medida preventiva.
Sandra, la madre de Lars, se inquietó al escuchar que su hijo estaba herido y solo en un país extranjero, lo que la llevó a reservarle un billete de avión para que regresara a casa al día siguiente, además de otro de autobús en caso de que no pudiera volar.

## Estancia posterior
Lars encontró un establecimiento barato y cercano al aeropuerto para alojarse esa noche, el Hotel Color. A partir de ese momento fue cuando comenzó a actuar de manera extraña, y su comportamiento errático fue recogido por las cámaras de seguridad del hotel. Pasó solo una noche y mostró un estado que podría describirse como paranoico y asustado. En las cámaras se recoge transitando de un lado a otro del vestíbulo, mirando por las ventanas y escondiéndose en el ascensor.
Llamó a su madre desde la habitación. Lars le hablaba susurrando y actuaba extraño. Decía que algo no estaba bien en el hotel donde se hospedaba. Le dijo a su madre que cancelara sus tarjetas de crédito porque creía que le habían seguido y que querían robarle o matarlo. Entonces colgó. Más adelante pensó que su hijo estaba en peligro, afirmando que «Podía oír su corazón palpitando a través del teléfono». Intentó volver a llamarle, sin recibir respuesta.
Al cabo del rato le enviaría un mensaje de texto a su madre preguntándole por el antibiótico que el médico le había recetado para la infección de oído. Escribió «¿Qué es Cefuroxime 500?». Más tarde Sandra Mittank declararía: «¿Por qué me escribió preguntándome por eso?».
A la una de la madrugada, las cámaras del hotel lo captaron saliendo del mismo, y regresando al término de una hora, sin conocerse el destino de su salida. Un rato después Lars volvió a llamar nuevamente a su madre para indicarle que había algunas personas que le estaban persiguiendo, y que habían dado con él, para acto seguido colgar. «En retrospectiva, debería haberle hecho más preguntas», declaró más tarde Sandra Mittank. «Pero no le llamé porque no quería que el teléfono le delatara allí donde estuviera escondido».

## Llegada al aeropuerto
Al amanecer del martes 8 de julio de 2014, Mittank pidió un taxi y se dirigió al aeropuerto de Varna. A las cinco de la mañana, un taxista vio a un joven que agitaba firmemente los brazos en un intento de detener el vehículo. Ya había otro pasajero en el mismo, pero tanto el conductor como el pasajero sintieron la urgencia en los gestos del hombre y decidieron recogerlo. El hombre era Lars Mittank, quien agradeció que el conductor se hubiera detenido. Estaba ansioso por llegar al aeropuerto y regresar a su casa. Tanto el conductor como el pasajero, un trabajador social local, notaron que las pupilas de Lars estaban visiblemente dilatadas. El taxi dejó a Lars en el aeropuerto alrededor de las 6 de la mañana.
Las cámaras de CCTV muestran a un Mittank relajado entrado en el hall del aeropuerto, vistiendo una camiseta amarilla, pantalones cortos, arrastrando una maleta grande más equipaje de mano en su espalda.
Mientras entraba al edificio, llamó a su madre y le dijo que había llegado al aeropuerto. Sandra se quedó un poco sorprendida por su forma de expresarse: «no dijo: 'estoy en el aeropuerto', sino 'llegué al aeropuerto'». Debido a que sus tarjetas de crédito fueron canceladas, Lars pidió a su madre que le transfiriera 500 euros a través de Western Union. Ella estuvo de acuerdo en que lo haría tan pronto como terminaran la llamada. Luego le sugirió a su hijo que buscara la enfermería del aeropuerto, para que un médico pudiera examinarle el oído antes de abordar el avión.
Al poco tiempo, Lars llamó por cuarta y última vez a su madre. En la misma, indicó que «ellos» (posible alusión a las personas que él decía que le seguían) no querían que volara ni viajara en autobús. Después de la llamada, algunos testigos de habla alemana vieron a Lars hablando con un hombre no identificado, pero la conversación parecía darse en un tono informal y no amenazadora.
En el mismo aeropuerto, Mittank fue captado por las cámaras de CCTV pidiendo indicaciones a una mujer, mientras ella señalaba hacia el centro médico. Sobre las 9:30 horas, se le ve entrando en la oficina médica, donde le atendió el doctor Kosta Kostov. Según declararía más adelante, «fue sólo un chequeo estándar», añadiendo que el paciente «estaba realmente nervioso y errático». Kostov examinó el oído de Mittank. La revisión mostró que estaba en buena condición para viajar, por lo que podría tomar el vuelo. Pese a la buena noticia, las actitudes de Mittank continuaron siendo erráticas, ya que le expresó al doctor que «no confiaba en los medicamentos que le habían recetado para el oído», dijo Kostov. «Mirando hacia atrás, todo fue extraño».

## Desaparición
Durante el reconocimiento médico, un trabajador de la construcción entró en la habitación, pues la terminal estaba siendo remodelada. Mittank empezó a temblar. Murmuró: «no quiero morir aquí. Tengo que salir de aquí». De manera brusca saltó de su silla y salió de la habitación, dejando atrás todo su equipaje (billetera, teléfono móvil, pasaporte y maleta). Las cámaras de la terminal lo muestran corriendo por delante de los mostradores de facturación y equipaje. Cuando llega a la entrada principal aminora la marcha un instante, para luego continúa corriendo atravesando el área de aparcamiento hasta la zona más profunda de la terminal. Las imágenes lo captan aún corriendo por los laterales del recinto, primero en una dirección y luego en otra. Más adelante aparece en el otro lado de la cerca (por lo que tuvo que saltar un vallado de 2,4 metros de altura coronado con alambre de espino) y por último se le ve corriendo en dirección a un prado cercano, antes de desaparecer.

## Búsqueda
Pese a los intentos por localizarle mediante batidas con drones y perros adiestrados en detección de cadáveres, nunca se volvió a encontrar ningún rastro del Mittank hasta la fecha actual.
Con Mittank desaparecido durante casi un mes, su madre Sandra contrató a un investigador privado local, Andreas Gütig, quien observó las grabaciones del aeropuerto por si la policía había pasado algún detalle por alto. Se puso en contacto con hospitales y refugios para personas sin hogar. También viajó a Varna y repartió folletos.
El dinero transferido a su cuenta de Western Union nunca llegó a ser utilizado.